# Olympische Sommerspiele 2024/Teilnehmer (Singapur)
| Gelbes Symbol für Goldmedaillen mit stilisierten Olympischen Ringen | Graues Symbol für Silbermedaillen mit stilisierten Olympischen Ringen | Braundes Symbol für Bronzemedaillen mit stilisierten Olympischen Ringen |
| ------------------------------------------------------------------- | --------------------------------------------------------------------- | ----------------------------------------------------------------------- |
| —                                                                   | —                                                                     | 1                                                                       |

Singapur nahm an den Olympischen Spielen 2024 vom 26. Juli bis zum 11. August 2024 in Paris mit 23 Athleten teil. Es war die insgesamt 20. Teilnahme an Olympischen Sommerspielen.

## Medaillen

### Medaillenspiegel
| Nr.    | Sportart | Gold | Silber | Bronze | Gesamt |
| ------ | -------- | ---- | ------ | ------ | ------ |
| 1      | Segeln   | –    | –      | 1      | 1      |
| Gesamt | Gesamt   | –    | –      | 1      | 1      |

### Medaillengewinner
| Name              | Sportart | Wettkampf    |
| ----------------- | -------- | ------------ |
| Bronze            |          |              |
| Maximilian Maeder | Segeln   | Formula Kite |

## Teilnehmer nach Sportarten

### Badminton
| Athleten              | Wettbewerb | Gruppenphase           | Gruppenphase       | Gruppenphase | Gruppenphase | Achtelfinale | Achtelfinale              | Viertelfinale | Viertelfinale     | Halbfinale    | Halbfinale    | Finale / Platz 3 | Finale / Platz 3 | Rang |
| Athleten              | Wettbewerb | Gegner                 | Ergebnis           | Punkte       | Rang         | Gegner       | Ergebnis                  | Gegner        | Ergebnis          | Gegner        | Ergebnis      | Gegner           | Ergebnis         | Rang |
| --------------------- | ---------- | ---------------------- | ------------------ | ------------ | ------------ | ------------ | ------------------------- | ------------- | ----------------- | ------------- | ------------- | ---------------- | ---------------- | ---- |
| Frauen                |            |                        |                    |              |              |              |                           |               |                   |               |               |                  |                  |      |
| Yeo Jia Min           | Einzel     | D. Yavarivafa          | 2:0 (21:7, 21:8)   | 2            | 1            | A. Ōhori     | 1:2 (21:11, 14:21, 22:24) | ausgeschieden | ausgeschieden     | ausgeschieden | ausgeschieden | ausgeschieden    | ausgeschieden    | 9    |
| Yeo Jia Min           | Einzel     | K. F. Kune             | 2:0 (21:12, 21:6)  | 2            | 1            | A. Ōhori     | 1:2 (21:11, 14:21, 22:24) | ausgeschieden | ausgeschieden     | ausgeschieden | ausgeschieden | ausgeschieden    | ausgeschieden    | 9    |
| Männer                |            |                        |                    |              |              |              |                           |               |                   |               |               |                  |                  |      |
| Loh Kean Yew          | Einzel     | J. Louda               | 2:0 (21:13, 21:10) | 2            | 1            | Li S.        | 2:0 (23:21, 21:15)        | V. Axelsen    | 0:2 (9:21, 17:21) | ausgeschieden | ausgeschieden | ausgeschieden    | ausgeschieden    | 5    |
| Loh Kean Yew          | Einzel     | U. Canjura             | 2:0 (21:13, 21:16) | 2            | 1            | Li S.        | 2:0 (23:21, 21:15)        | V. Axelsen    | 0:2 (9:21, 17:21) | ausgeschieden | ausgeschieden | ausgeschieden    | ausgeschieden    | 5    |
| Mixed                 |            |                        |                    |              |              |              |                           |               |                   |               |               |                  |                  |      |
| Terry Hee Tan Wei Han | Doppel     | Chen T. J. / Toh E. W. | 0:2 (21:23, 12:21) | 1            | 3            | —            | —                         | ausgeschieden | ausgeschieden     | ausgeschieden | ausgeschieden | ausgeschieden    | ausgeschieden    | 9    |
| Terry Hee Tan Wei Han | Doppel     | Feng Y. / Huang D.     | 0:2 (13:21, 17:21) | 1            | 3            | —            | —                         | ausgeschieden | ausgeschieden     | ausgeschieden | ausgeschieden | ausgeschieden    | ausgeschieden    | 9    |
| Terry Hee Tan Wei Han | Doppel     | V. Chiu / J. Gai       | 2:0 (21:17, 21:12) | 1            | 3            | —            | —                         | ausgeschieden | ausgeschieden     | ausgeschieden | ausgeschieden | ausgeschieden    | ausgeschieden    | 9    |

### Fechten
| Athleten                   | Wettbewerb     | 1. Runde   | 1. Runde | 2. Runde     | 2. Runde | Achtelfinale  | Achtelfinale  | Viertelfinale | Viertelfinale | Halbfinale/Klassifikation | Halbfinale/Klassifikation | Finale/Platzierung | Finale/Platzierung | Rang |
| Athleten                   | Wettbewerb     | Gegner     | Ergebnis | Gegner       | Ergebnis | Gegner        | Ergebnis      | Gegner        | Ergebnis      | Gegner                    | Ergebnis                  | Gegner             | Ergebnis           | Rang |
| -------------------------- | -------------- | ---------- | -------- | ------------ | -------- | ------------- | ------------- | ------------- | ------------- | ------------------------- | ------------------------- | ------------------ | ------------------ | ---- |
| Frauen                     |                |            |          |              |          |               |               |               |               |                           |                           |                    |                    |      |
| Kiria Tikanah Abdul Rahman | Degen Einzel   | M. L. Doig | 15:14    | A. Santuccio | 10:15    | ausgeschieden | ausgeschieden | ausgeschieden | ausgeschieden | ausgeschieden             | ausgeschieden             | ausgeschieden      | ausgeschieden      | 32   |
| Amita Berthier             | Florett Einzel | Freilos    | Freilos  | L. Scruggs   | 13:15    | ausgeschieden | ausgeschieden | ausgeschieden | ausgeschieden | ausgeschieden             | ausgeschieden             | ausgeschieden      | ausgeschieden      | 25   |

### Golf
| Athleten    | Runde 1 | Runde 2 | Runde 3 | Runde 4 | Gesamt | Par | Rang |
| ----------- | ------- | ------- | ------- | ------- | ------ | --- | ---- |
| Frauen      |         |         |         |         |        |     |      |
| Shannon Tan | 78      | 70      | 73      | 74      | 295    | +7  | 40   |

### Kanu

#### Kanurennsport
| Athleten       | Wettbewerb | Vorlauf     | Vorlauf | Viertelfinale | Viertelfinale | Halbfinale  | Halbfinale | C-Finale    | C-Finale | Rang |
| Athleten       | Wettbewerb | Zeit        | Rang    | Zeit          | Rang          | Zeit        | Rang       | Zeit        | Rang     | Rang |
| -------------- | ---------- | ----------- | ------- | ------------- | ------------- | ----------- | ---------- | ----------- | -------- | ---- |
| Frauen         |            |             |         |               |               |             |            |             |          |      |
| Stephenie Chen | K1 500 m   | 1:58,52 min | 5       | 1:53,88 min   | 5             | 1:55,15 min | 6          | 1:56,55 min | 7        | 23   |

### Leichtathletik
Laufen und Gehen
| Athleten         | Wettbewerb | Vorlauf | Vorlauf | Hoffnungslauf | Hoffnungslauf | Halbfinale    | Halbfinale    | Finale        | Finale        | Rang          |
| Athleten         | Wettbewerb | Zeit    | Rang    | Zeit          | Rang          | Zeit          | Rang          | Zeit          | Rang          | Rang          |
| ---------------- | ---------- | ------- | ------- | ------------- | ------------- | ------------- | ------------- | ------------- | ------------- | ------------- |
| Frauen           |            |         |         |               |               |               |               |               |               |               |
| Shanti Pereira   | 100 m      | 11,63 s | 7       | ausgeschieden | ausgeschieden | ausgeschieden | ausgeschieden | ausgeschieden | ausgeschieden | ausgeschieden |
| Shanti Pereira   | 200 m      | 23,21 s | 8       | 23,45 s       | 7             | ausgeschieden | ausgeschieden | ausgeschieden | ausgeschieden | ausgeschieden |
| Männer           |            |         |         |               |               |               |               |               |               |               |
| Marc Brian Louis | 100 m      | 10,43 s | 3       | ausgeschieden | ausgeschieden | ausgeschieden | ausgeschieden | ausgeschieden | ausgeschieden | ausgeschieden |

### Reiten

#### Dressurreiten
| Athleten                  | Wettbewerb | Prozent/Punkte             | Prozent/Punkte | Prozent/Punkte | Rang |
| Athleten                  | Wettbewerb | Grand Prix (Qualifikation) | GP Spécial     | GP Kür         | Rang |
| ------------------------- | ---------- | -------------------------- | -------------- | -------------- | ---- |
| Caroline Chew mit Zatchmo | Einzel     | 63,351                     | —              | ausgeschieden  | 56   |

### Rudern
| Athleten        | Wettbewerb | Vorlauf     | Vorlauf | Vorlauf       | Hoffnungslauf/Viertelfinale | Hoffnungslauf/Viertelfinale | Hoffnungslauf/Viertelfinale | Halbfinale  | Halbfinale | Halbfinale    | Finale      | Finale | Rang |
| Athleten        | Wettbewerb | Zeit        | Rang    | Qualifikation | Zeit                        | Rang                        | Qualifikation               | Zeit        | Rang       | Qualifikation | Zeit        | Rang   | Rang |
| --------------- | ---------- | ----------- | ------- | ------------- | --------------------------- | --------------------------- | --------------------------- | ----------- | ---------- | ------------- | ----------- | ------ | ---- |
| Frauen          |            |             |         |               |                             |                             |                             |             |            |               |             |        |      |
| Saiyidah Aisyah | Einer      | 8:17,04 min | 5       | Hoffnungslauf | 8:23,03 min                 | 4                           | Halbfinale E/F              | 8:47,41 min | 2          | E-Finale      | 8:03,29 min | 4      | 29   |

### Schießen
| Athleten     | Wettbewerb        | Qualifikation   | Qualifikation | Finale          | Finale        |
| Athleten     | Wettbewerb        | Ringe/ Scheiben | Rang          | Ringe/ Scheiben | Rang          |
| ------------ | ----------------- | --------------- | ------------- | --------------- | ------------- |
| Frauen       |                   |                 |               |                 |               |
| Teh Xiu Hong | 25 m Sportpistole | 583             | 12            | ausgeschieden   | ausgeschieden |
| Teh Xiu Hong | 10 m Luftpistole  | 567             | 32            | ausgeschieden   | ausgeschieden |

### Schwimmen
| Athleten                                             | Wettbewerb      | Vorlauf      | Vorlauf | Halbfinale    | Halbfinale    | Finale        | Finale        | Rang |
| Athleten                                             | Wettbewerb      | Zeit         | Rang    | Zeit          | Rang          | Zeit          | Rang          | Rang |
| ---------------------------------------------------- | --------------- | ------------ | ------- | ------------- | ------------- | ------------- | ------------- | ---- |
| Frauen                                               |                 |              |         |               |               |               |               |      |
| Gan Ching Hwee                                       | 800 m Freistil  | 8:32,37 min  | 11      | —             | —             | ausgeschieden | ausgeschieden | 11   |
| Gan Ching Hwee                                       | 1500 m Freistil | 16:10,13 min | 9       | —             | —             | ausgeschieden | ausgeschieden | 9    |
| Letitia Sim                                          | 100 m Brust     | 1:07,75 min  | 25      | ausgeschieden | ausgeschieden | ausgeschieden | ausgeschieden | 25   |
| Letitia Sim                                          | 200 m Brust     | 2:29,46 min  | 22      | ausgeschieden | ausgeschieden | ausgeschieden | ausgeschieden | 22   |
| Gan Ching Hwee Quah Jing Wen Letitia Sim Levenia Sim | 4 × 100 m Lagen | 4:05,58 min  | 14      | —             | —             | ausgeschieden | ausgeschieden | 14   |
| Männer                                               |                 |              |         |               |               |               |               |      |
| Jonathan Tan                                         | 50 m Freistil   | 22,26 s      | 32      | ausgeschieden | ausgeschieden | ausgeschieden | ausgeschieden | 32   |
| Jonathan Tan                                         | 100 m Freistil  | 49,60 s      | 38      | ausgeschieden | ausgeschieden | ausgeschieden | ausgeschieden | 38   |

### Segeln
| Athleten          | Wettbewerb   | Qualifikation | Qualifikation | Medal Race    | Medal Race    | Punkte | Rang   |
| Athleten          | Wettbewerb   | Punkte        | Rang          | Punkte        | Rang          | Punkte | Rang   |
| ----------------- | ------------ | ------------- | ------------- | ------------- | ------------- | ------ | ------ |
| Männer            |              |               |               |               |               |        |        |
| Ryan Lo           | Laser        | 138           | 25            | ausgeschieden | ausgeschieden | 138    | 25     |
| Maximilian Maeder | Formula Kite | 15            | 2             | Finale        | Finale        | ―      | Bronze |

### Tischtennis
| Athleten    | Wettbewerb | 1. Runde | 1. Runde | 2. Runde     | 2. Runde | 3. Runde      | 3. Runde      | Achtelfinale  | Achtelfinale  | Viertelfinale | Viertelfinale | Halbfinale    | Halbfinale    | Finale/Platz 3 | Finale/Platz 3 | Rang |
| Athleten    | Wettbewerb | Gegner   | Erg.     | Gegner       | Erg.     | Gegner        | Erg.          | Gegner        | Erg.          | Gegner        | Erg.          | Gegner        | Erg.          | Gegner         | Erg.           | Rang |
| ----------- | ---------- | -------- | -------- | ------------ | -------- | ------------- | ------------- | ------------- | ------------- | ------------- | ------------- | ------------- | ------------- | -------------- | -------------- | ---- |
| Frauen      |            |          |          |              |          |               |               |               |               |               |               |               |               |                |                |      |
| Zeng Jian   | Einzel     | Freilos  | Freilos  | I. Malobabić | 4:3      | S. Akula      | 2:4           | ausgeschieden | ausgeschieden | ausgeschieden | ausgeschieden | ausgeschieden | ausgeschieden | ausgeschieden  | ausgeschieden  | 17   |
| Zhou Jingyi | Einzel     | Freilos  | Freilos  | B. Szőcs     | 1:4      | ausgeschieden | ausgeschieden | ausgeschieden | ausgeschieden | ausgeschieden | ausgeschieden | ausgeschieden | ausgeschieden | ausgeschieden  | ausgeschieden  | 33   |
| Männer      |            |          |          |              |          |               |               |               |               |               |               |               |               |                |                |      |
| Izaac Quek  | Einzel     | Freilos  | Freilos  | D. Jorgić    | 2:4      | ausgeschieden | ausgeschieden | ausgeschieden | ausgeschieden | ausgeschieden | ausgeschieden | ausgeschieden | ausgeschieden | ausgeschieden  | ausgeschieden  | 33   |